# 日本國鐵KiHa40系柴聯車
日本國鐵KiHa40系柴聯車（日语：国鉄キハ40系気動車）是日本國有鐵道于1977年啟用的柴聯車，後來由後繼的各JR公司使用於郊区和农村地区。 其它使用者包括會津鐵道、道南漁火鐵道、錦川鐵道等。有部分原KiHa40系柴聯車轉至緬甸仰光使用。

## 簡介
於1977年（昭和52年）至1982年（昭和57年）間共製造888輛，投入日本全國各地，替換已老化的KiHa17型。
承繼了KiHa 65、KiHa66、67型的許多設計，與當時的一般用柴油客車相比，改善了車內設備與動力性能，引擎的出力略有增加，但車體重量也較重，故與舊型車輛相比，整體性能提升有限。
本系列可分為兩端設有駕駛室、車門為單扇門且設於車體兩端的KiHa40形、僅一端設有駕駛室、車門為單扇門且設於車體兩端的KiHa48形，以及僅一端設有駕駛室、車門為雙扇門且設置於車體較中間位置的KiHa47形等三個主要形式，各形式依照投入地區天候的不同及廁所設置的有無分為數種不同的番台。
國鐵分割民營化後，除一輛因事故報廢以外，其餘887輛由JR貨物以外的其他各社承繼，並因應需求進行諸如動力裝置更換等等改造，產生多種不同的番台。此外，1990年代後也開始以過剩車輛改造為觀光、團體用車。
2000年代後半起，由於引入新型車輛與部分地方線廢線，本型車開始退役。JR東海於2016年報廢其所屬的KiHa 40型。JR東日本所屬車輛除改造為觀光列車的車輛外，也已全數退出營運。JR北海道預計於2025年3月時結束KiHa40型一般車輛的定期運用。JR四國宣布預計將於2027年開始投入新型車輛，並徹底汰換本型車。但JR九州、JR西日本在2024年時，尚未有進行大規模汰換的消息。
在JR各社的汰換行動之下，部分車輛開始讓渡至私鐵、第三部門鐵道及日本以外的國家，如緬甸、泰國。
| 形式   | 駕駛室數量 | 車門形式 | 番台 | 數量 | 設計使用區域 | 廁所 |
| ------ | ---------- | -------- | ---- | ---- | ------------ | ---- |
| kiha40 | 2          | 單扇門   | 100  | 150  | 酷寒地       | 有   |
| kiha40 | 2          | 單扇門   | 500  | 94   | 寒地         | 有   |
| kiha40 | 2          | 單扇門   | 2000 | 148  | 暖地         | 有   |
| kiha47 | 1          | 雙扇門   | 0    | 193  | 暖地         | 有   |
| kiha47 | 1          | 雙扇門   | 500  | 22   | 寒地         | 有   |
| kiha47 | 1          | 雙扇門   | 1000 | 134  | 暖地         | 無   |
| kiha47 | 1          | 雙扇門   | 1500 | 21   | 寒地         | 無   |
| kiha48 | 1          | 單扇門   | 0    | 6    | 暖地、準寒地 | 有   |
| kiha48 | 1          | 單扇門   | 300  | 4    | 酷寒地       | 有   |
| kiha48 | 1          | 單扇門   | 500  | 59   | 寒地         | 有   |
| kiha48 | 1          | 單扇門   | 1000 | 4    | 暖地、準寒地 | 無   |
| kiha48 | 1          | 單扇門   | 1300 | 3    | 酷寒地       | 無   |
| kiha48 | 1          | 單扇門   | 1500 | 50   | 寒地         | 無   |

酷寒地：北海道 寒地：東北、中部地方
準寒地：中部地方  

### 引擎
以DMF15HSA型柴油引擎取代了舊型的DMH17型引擎。這具引擎衍生自 1963 年開發的 DMF15HS 型，配備排氣渦輪增壓器和中冷器。曾用於 Kiha 90 1 號車進行測試，DMF15HSA型柴油引擎連續額定輸出220 PS / 1,600 rpm，連續額定輸出時的燃油消耗率185 g / PS / h，最大輸出250 PS / 2000 rpm。其設計為直列6缸，汽缸採臥式配置，配有預燃室、TB11B廢氣渦輪增壓器。輔助設備包括CW750D型空氣壓縮機、DM99A或DM99B 4 kVA交流發電機；兩者都使用齒輪而非皮帶傳動。引擎的額定燃油消耗率為185 g/PS/h，與舊DMH17系列（190 g/PS/h）相較並未大幅改善。後來JR東海進行引擎改裝，發現燃油效率改善了71％。

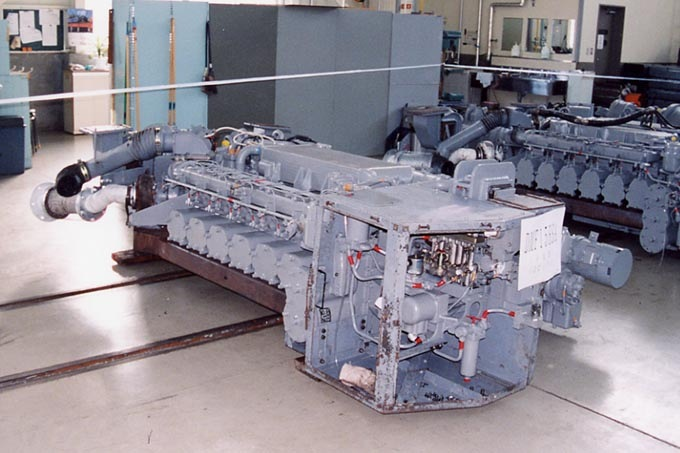
DMF15HSA型引擎，攝於釧路運輸車輛所。

### 液體變速機
變速機為DW10型，液聯一段、直聯一段。其基礎設計來自於 Kiha 65 型和 Kiha 66 型的 DW9 型變速機。採用半自動系統進行液聯與直聯切換，可偵測變速機輸入軸和輸出軸之間的轉數差異並以最佳轉速切換檔位。也相容於傳動特性不同的傳統手動換檔車輛。變速機冷卻也由氣冷改為油冷。

### 冷暖氣空調装置
暖氣系統由裝置在車室底下的熱交換器，使用引擎的冷卻水加熱空氣，無須在車廂內安排複雜的管線，構造簡單；容量為30,000 kcal/h，比使用煤油爐的暖氣系統容量更大。但是在原始設計並沒有裝置冷氣，因為當時認為對於本型車預定使用的地方路線尚不需要裝置冷氣，而所使用的DMF15HSA引擎雖然比DMH17型出力增加約兩成，但車重也增加了，相較之下出力不足，不管是由引擎直接驅動冷氣設備或加裝發電機，都會造成困擾。

### 對於性能的評價
先行量產車進行性能測試後評估要點如下：
- 動輪周牽引力與預期相符，若車輪直徑相同，加速力與既有車型差不多。
- 引擎輸出比既有車型高出40 PS，但因為供應暖氣等輔助設備的多耗用約17 PS的功率，車輛因端面強化等因素而較重，使得加速力與既有車型幾乎相同。
- 若比較載客率180%的Kiha 47型和載客率150%的Kiha 17型在千分之十上坡路段的均衡速度，Kiha 47型比Kiha 17型快約8公里/小時。
- 由於變速箱特性不同，在變速段低速區的牽引力略遜於既有車型，但在中速區以上則較佳。比較載客率180%的Kiha 47型和載客率150%的Kiha 17型，約在23公里/小時附近表現相當，30公里/小時以上則較佳。
- Kiha 40系的變速箱在60-65公里/小時從液聯位變換為直聯位，但與既有型號列車併聯行駛時，則會與其配合在45公里/小時切換，因此變速後的加速力較低。
- 採用渦輪增壓引擎故有渦輪遲滯現象，提升油門後約需10秒引擎輸出才會增加，因此起步比傳統車型慢。

由於車體加大與設備增加，與先前的柴油客車相比本型車車重增加，但引擎出力相對低下，招致對性能的批評。。
與構造類似的既有車型相比，Kiha 45型自重為33.0噸，而Kiha 47型0番台為35.5 - 35.6噸（兩者皆為全長21.3公尺，單駕駛室，有廁所，兩個雙開門，針對溫暖地區設計）。相較於Kiha 24型的34.5噸，Kiha 40型100番台則為36.8 - 37.6噸（兩者皆為全長21.3公尺，雙駕駛室，有廁所，兩個雙開門，針對酷寒地區設計）。雖然自重增加了約7 - 9%，但引擎的連續額定輸出功率提高了約22%（達到220 PS），在10 - 55 km/h的速度範圍內，動輪周牽引力提高了約15 - 45%。但是本系列預定要更換的是Kiha 10系，為僅有一部引擎而有帶駕駛室的車輛，自重為29.5 - 34.0噸；Kiha 20系自重僅為30.0 - 33.1噸。從單位重量輸出功率來看，Kiha 40系與搭載一台引擎的Kiha 10系和Kiha 20系大致相當，遠不及裝有兩部引擎的kiha51與kiha52形。所以雖然是新型車輛，但行駛性能並未有顯著改善，因此被認為無法改善地方線路的排點 。。
以KiHa40系溫暖地區車輛行駛的普通列車，速度種別為「停氣F1」，在千分之十的上坡均衡速度為51 km/h，在千分之二十五的上坡均衡速度則為26 km/h。 在電化區間中，相較於其他車輛，本型車的加速性能不佳，增加了運行排點的困難；就算在平坦的非電化區間，也很難跟使用裝有兩部引擎的車輛行駛的列車配合排點。
外界對於國鐵開發KiHa40系的理念與以及實際車型的性能多有批評，例如車體過重、出力不足等等。曽根悟甚至認為本型車的性能「不如（數代前的）Kiha 42500型」。
KiHa40型性能遠遠不及搭載兩具引擎的Kiha 51型或Kiha 52型等車型。即使在平坦的非電氣化路線，其性能也無法依照雙引擎車的運行表行駛，必須為本型車行駛的列車另外設定較慢的運行表。結果阻礙了提升列車表定時速，且行駛電氣化區間時，由於其加速能力遠遜於電聯車，造成編排時刻表的困擾。除了引擎出力不足導致加速能力不佳，由於變速箱的特性，低速時的牽引力較小，起動與加速比Kiha 20型等車型更遲鈍較差
DMF15HSA引擎的耗油量為185 g/PS/h，等同1940年代 - 50年代之間開發的DMH17系的水準（190 g/PS/h）， ，但與後來採用的康明斯NTA855-R1（JR形式DMF14HZA）燃油直噴引擎的 154 g/PS/h相比大為不及。
此外變速機的設計換檔速度過高，平常營運時行駛時使用液聯位的時間拉長，效率更加不彰。另外，DMH17型引擎為了避免過熱，限制全力運轉以五分鐘為限，但是DMF15HSA引擎沒有這個限制，實際營運時引擎經常長時間全力輸出，耗油量更是增加。

## 新製形式
以下為日本國鐵新製時的番台區分。 

### Kiha40形

#### 100番台
Kiha40形100番台為北海道地區專用的酷寒型車，於1977年開始製造，至1982年為止共生產150輛，為本系列最早投入營運的番台區分之一。 上下車門部分空間有隔間與客室分離，車窗為雙層、一段式上升開啟的設計，全車輛設置廁所、使用空氣彈簧轉向架。
1988年（昭和63年）時其中9輛 (141 - 149) 改造為キハ400形。剩餘的車輛則於1990年（平成2年）至1995年（平成7年）間進行單人操作（日文：ワンマン）改造，改編為700番台，100番台消滅。

#### 500番台
以投入東北地區為主的寒地型車，於1977年至1982年間共製造94輛（501-594）。
新製時上下車門有隔間與客室分離，車窗為上半部下降開啟、下半部上升開啟的設計，使用空氣彈簧轉向架。

### KiHa 40-1000
- KiHa 40-1001–1007（7辆）。

#### 2000番台
關東以西之暖地型車，1979年（昭和54年）開始製造。
- KiHa 40-2001–2148（148辆）

### KiHa 47

#### 0・1000番台
暖地型車，使用金屬彈簧懸掛。0番台車設有洗手間，1000番台不設洗手間。
- KiHa 47-1–193（193辆）
- KiHa 47-1001-1134（134辆）

#### 500・1500番台
寒地型車，使用空氣懸掛。500番台車設有洗手間，1500番台不設洗手間。
- KiHa 47-501–522（22辆）

- KiHa 47-1501–1521（21辆）

### KiHa 48-0
- KiHa 48-1–6（6辆）

### KiHa 48-300
- KiHa 48-301–304（4辆）

### KiHa 48-500
- KiHa 48-501–559（59辆）

### KiHa 48-1000
- KiHa 48-1001–1004（4辆）

### KiHa 48-1300
- KiHa 48-1301–1303（3辆车）

### KiHa 48-1500
- KiHa 48-1501–1550（50辆）

## JR北海道
在1987年4月日本國鐵私有化之后， JR北海道接收157辆KiHa 40型（150辆KiHa 40和7辆KiHa 48）。 截至2010年4月1日JR北海道共有153辆KiHa 40型车辆，分类如下。 
- KiHa 40-300
- KiHa 40-330
- KiHa 40-350
- KiHa 40-400
- KiHa 40-700
- KiHa 40-1700
- KiHa 48-1300
- KiHa 400-100
- KiHa 480-300
- KiHa 480-1300

### 改造工程

#### 宗谷本線急行列車用車（キハ400系）
因應宗谷本線高速化工程完工，於1988年11月3日改點，改造了13輛車以取代原以柴油機車牽引14系客車的「宗谷」、「天北」和「利尻」號列車，其中包括9輛Kiha 40形100番台、1輛Kiha 48形300番台以及3輛Kiha 48形1300番台。車輛編號不變，但各改造車型式末尾加上0而為Kiha 400形和Kiha 480形，統稱為Kiha 400系。
由於改造車將在列車密度高的函館本線（有許多特急列車）以及坡大彎急的宗谷本線行駛高級列車，引擎替換為與Kiha 183系550番台/1550番台相同的DMF13HZ型（330 PS / 2000 rpm），變速箱則更換為與Kiha 85系和Kiha 110系等相同的多段變速N-DW14B型。雖然在名寄站的列車加掛與解聯作業增加了，但所需時間比客車時期縮短了約40分鐘，比Kiha 56系時期縮短了約20分鐘。
座椅更換為與KiHa 183系500番台同等級的椅背可傾斜座椅，並改裝了窗簾和窗框邊緣。不過車窗配置並未隨之改變，結果窗戶與座椅間距不一致，影響了乘客的視野。Kiha 400形改造廁所，旁邊新增了洗手台，並封閉了一扇窗戶。而Kiha 480形則將廁所拆除。空調系統方面，每輛車的車頂都安裝了一台變頻式N-AU400型空調機，由設置在Kiha 400形車廂內機器室的引擎驅動發電機提供三相交流220 V電力以驅動空調。為了容納發電機設備，機器室的兩扇窗戶被封閉並安裝了百葉窗。
車身塗裝改為以灰色為主色調的雙色系加上紅色細條紋。Kiha 400形的座位容量為48名，而Kiha 480形最初為68名，後來因安裝飲料自動販賣機而減少至66名。
由於備用車輛不多，加上Kiha 400形車廂內有機器室、盥洗室且兩端都有駕駛座，載客量較少，因此在客流量大的時期列車會增掛Kiha 56系或Kiha 54形等作為自由席車廂。
1997年為了取代老舊的座敷柴聯車，3輛Kiha 400形100番台被改造為座敷柴聯車500番台，其空缺由3輛Kiha 182形改造車補充。剩餘的10輛車則持續使用至2000年3月11日，宗谷本線的急行列車於該次改點升級為特急列車。之後，其中9輛於同年夏天被再次改造，成為學園都市線（札沼線）使用的普通列車（Kiha 40形330番台和Kiha 48形1330番台）。

#### 拍攝電影「鐵道員（ぽっぽや）」的改造車（キハ40 764）
1999年，為了協助拍攝電影《鐵道員》，將當時隸屬於釧路運輸車輛所的Kiha 40 764號車進行了改造。由於已經沒有電影場景所需要的Kiha 12型，以及外觀相似的Kiha 22型車，便將該車改造，而為了模仿KiHa 12型車，將窗戶用橫條分割成上下兩部分成為舊型客車的「巴士窗」風格，端面的窗戶也改為範圍僅限於端面的平面窗，頭燈改為貫通門上方的單燈。車身塗裝特意呈現出風霜老化的狀態，形式號碼標示為「キハ12 23」（也就是實際存在的Kiha 12型車末號車的下一號）。

電影拍攝結束後，該車於2000年3月轉調至旭川運轉所。頭燈改為兩盞投射式大燈，並在1、4號側門檢查蓋上方以小字加註原形式記號與車號，其餘部分維持改造時的樣貌，以「ぽっぽや號」之名行駛觀光臨時列車。隨著觀光客減少，該車轉用於石北本線的區間車，之後成為保留車。由於側面改造導致車體加速老化，加上頭燈和端面窗的改造影響駕駛環境，該車於2005年6月24日廢車，之後車體被分割成兩部分，前方車頭部分保存在電影取景地幾寅車站前。

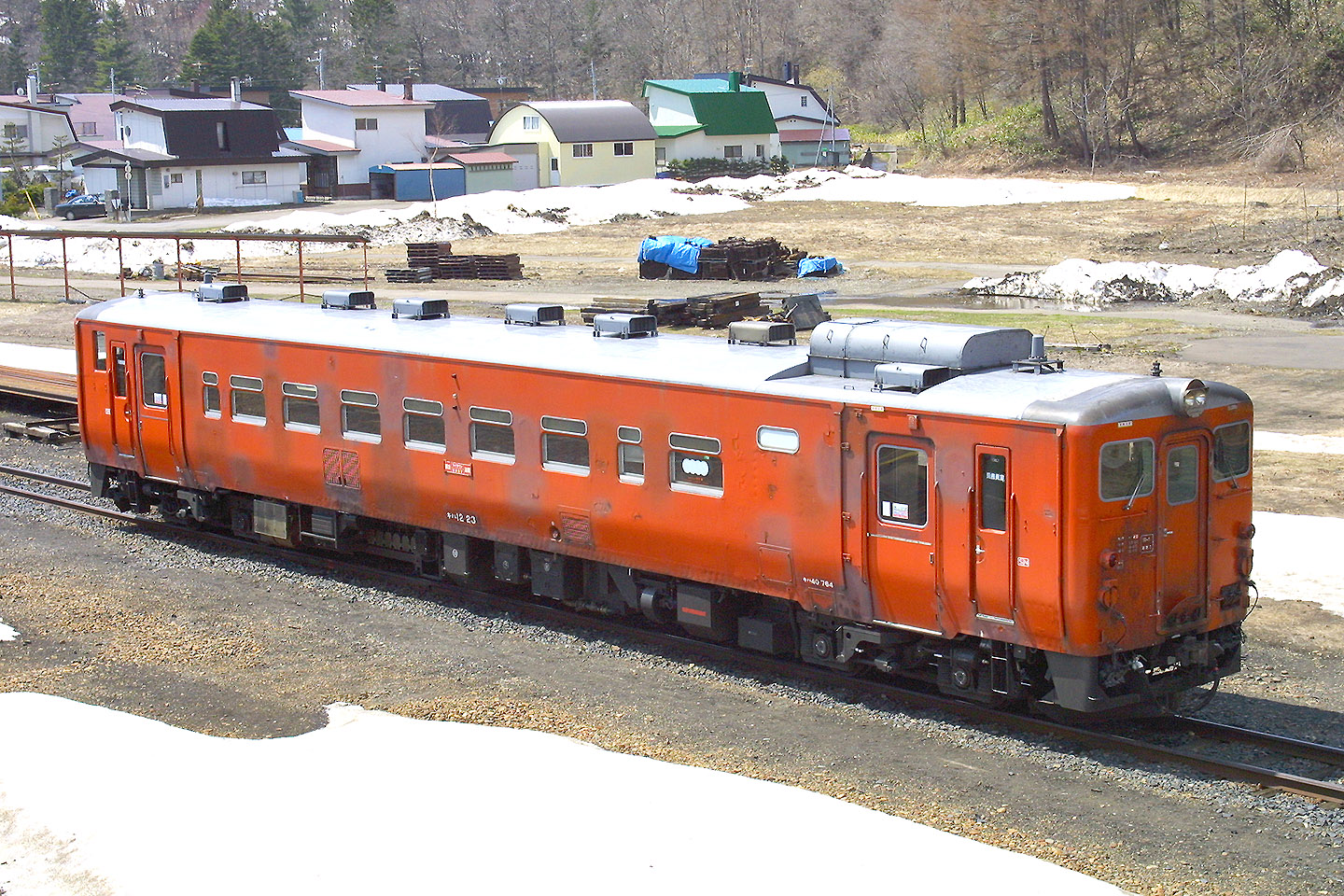
Kiha 40 764號車。電影拍攝改裝後的樣貌（2004年4月26日，石北本線遠輕站）
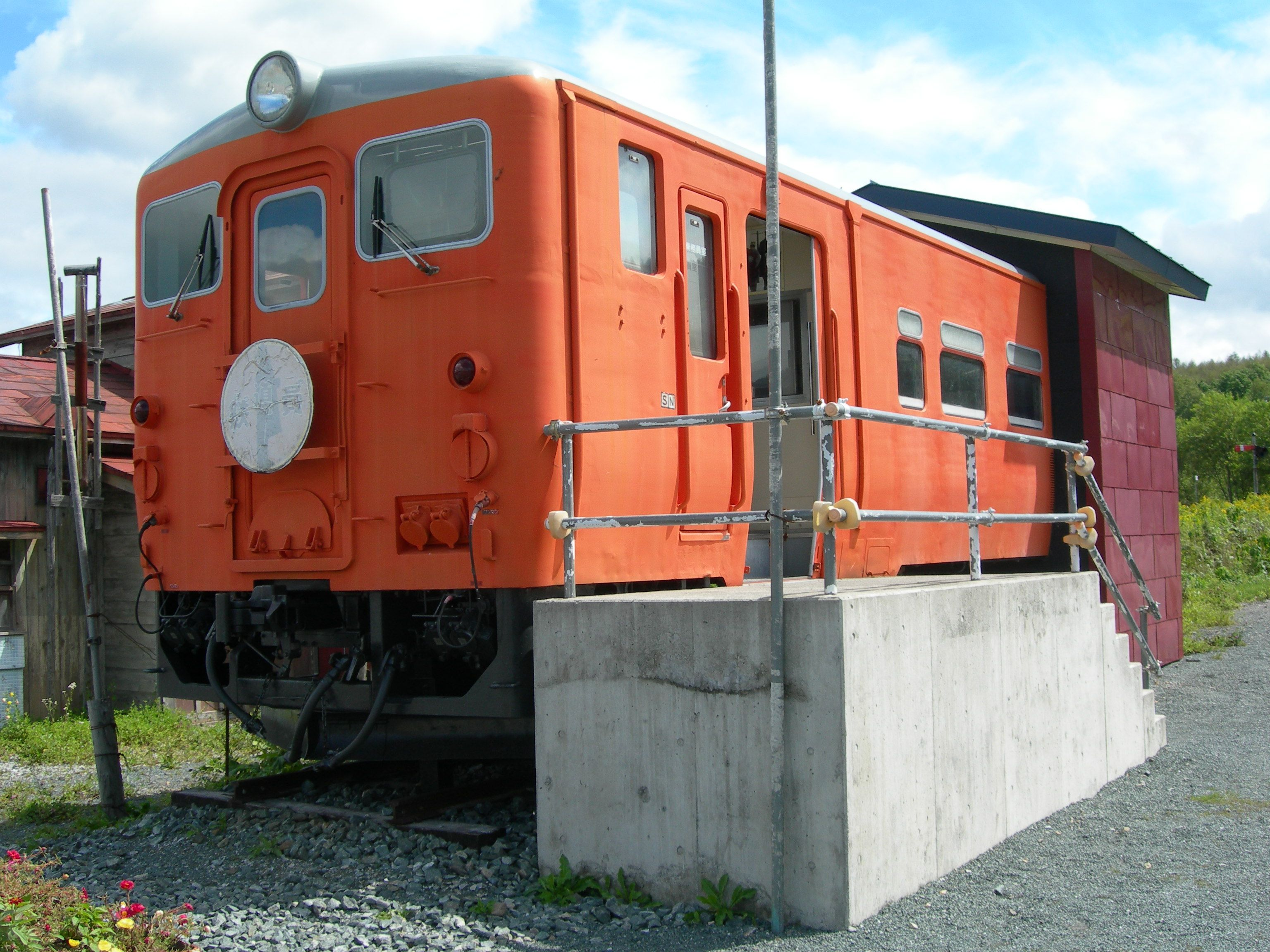
幾寅站前保存的KiHa 40 764號車前段車體

## JR东日本
在1987年4月JNR私有化和拆分之后， JR東日本接收了219辆KiHa 40型（117辆KiHa 40，28辆KiHa 47和74辆KiHa 48）。 截至2010年4月1日，JR East使用159辆KiHa 40型，分类如下。 KiHa 48 502和KiHa 48 1512在2011年 3月11日的2011 年东北地震和海啸中出轨并严重受损而停用。此外有些車輛改裝成「愉快列車」，用作觀光特別列車使用。
- KiHa 40-500
- KiHa 40-1000
- KiHa 40-2000
- KiHa 47-0
- KiHa 47-500
- KiHa 47-1000
- KiHa 47-1500
- KiHa 48-500
- KiHa 48-1500

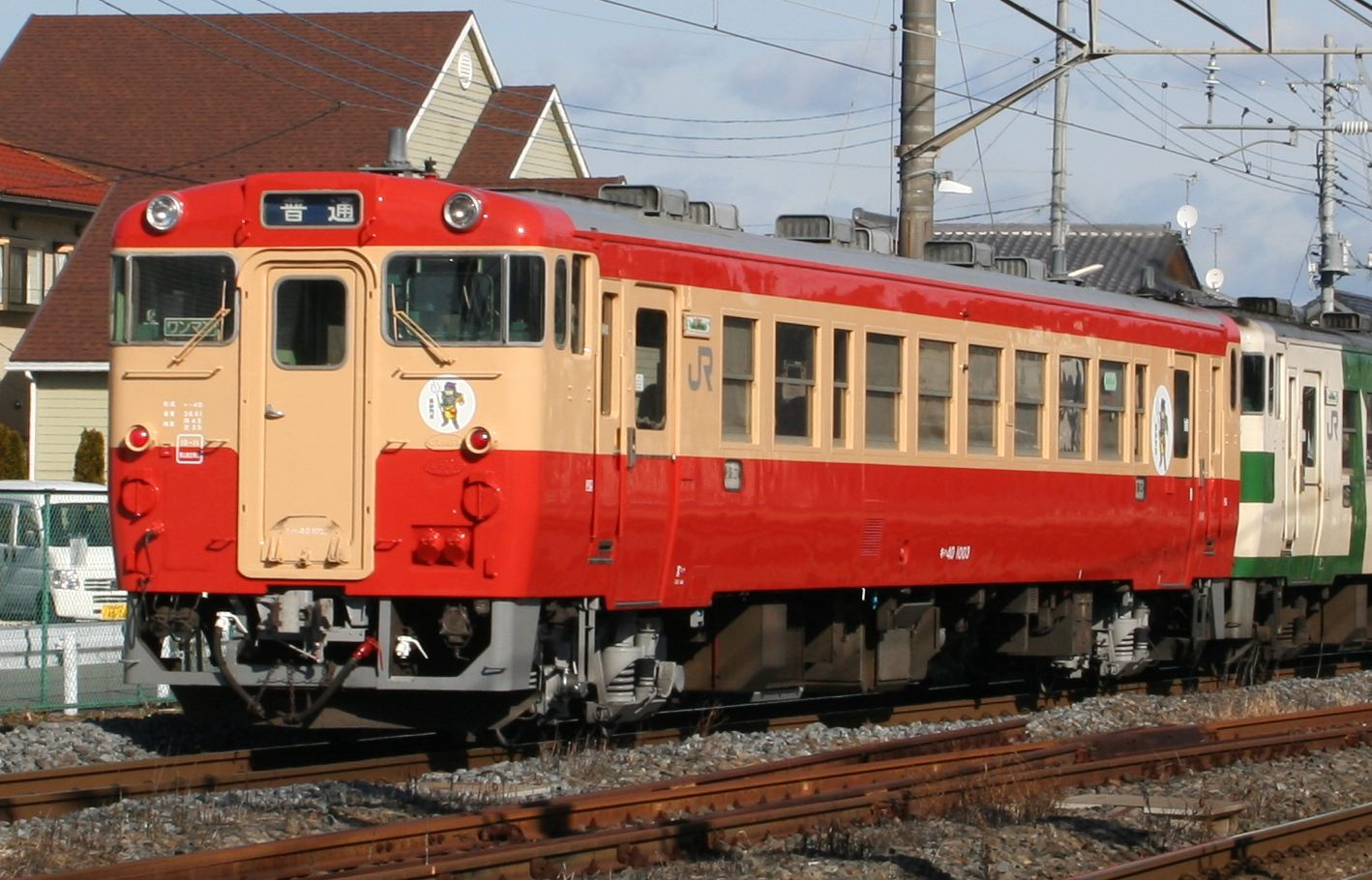
重新粉刷成旧國鐵塗裝的KiHa 40 1003，2011年1月。
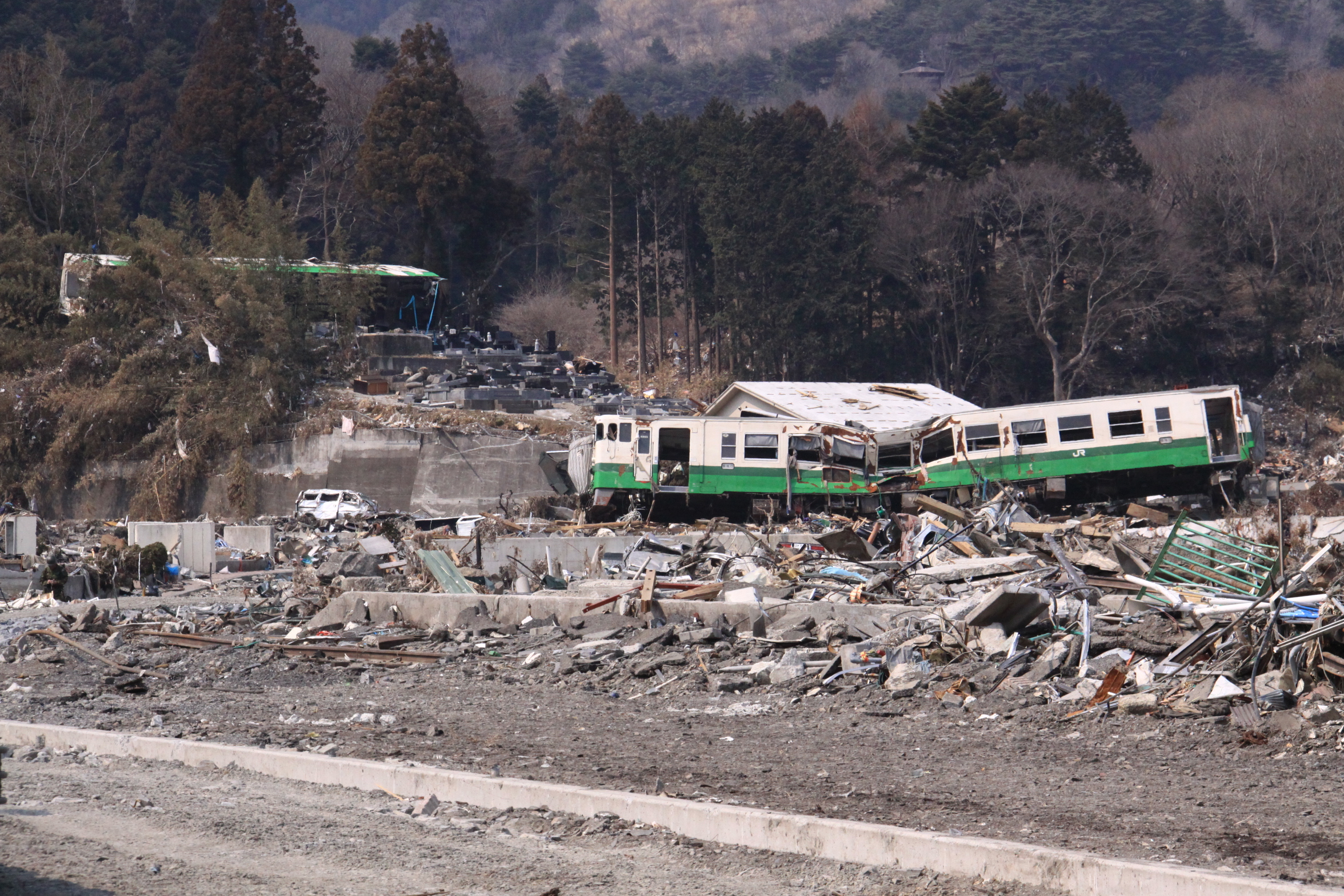
2011年海啸后的KiHa 48 502和KiHa 48 1512
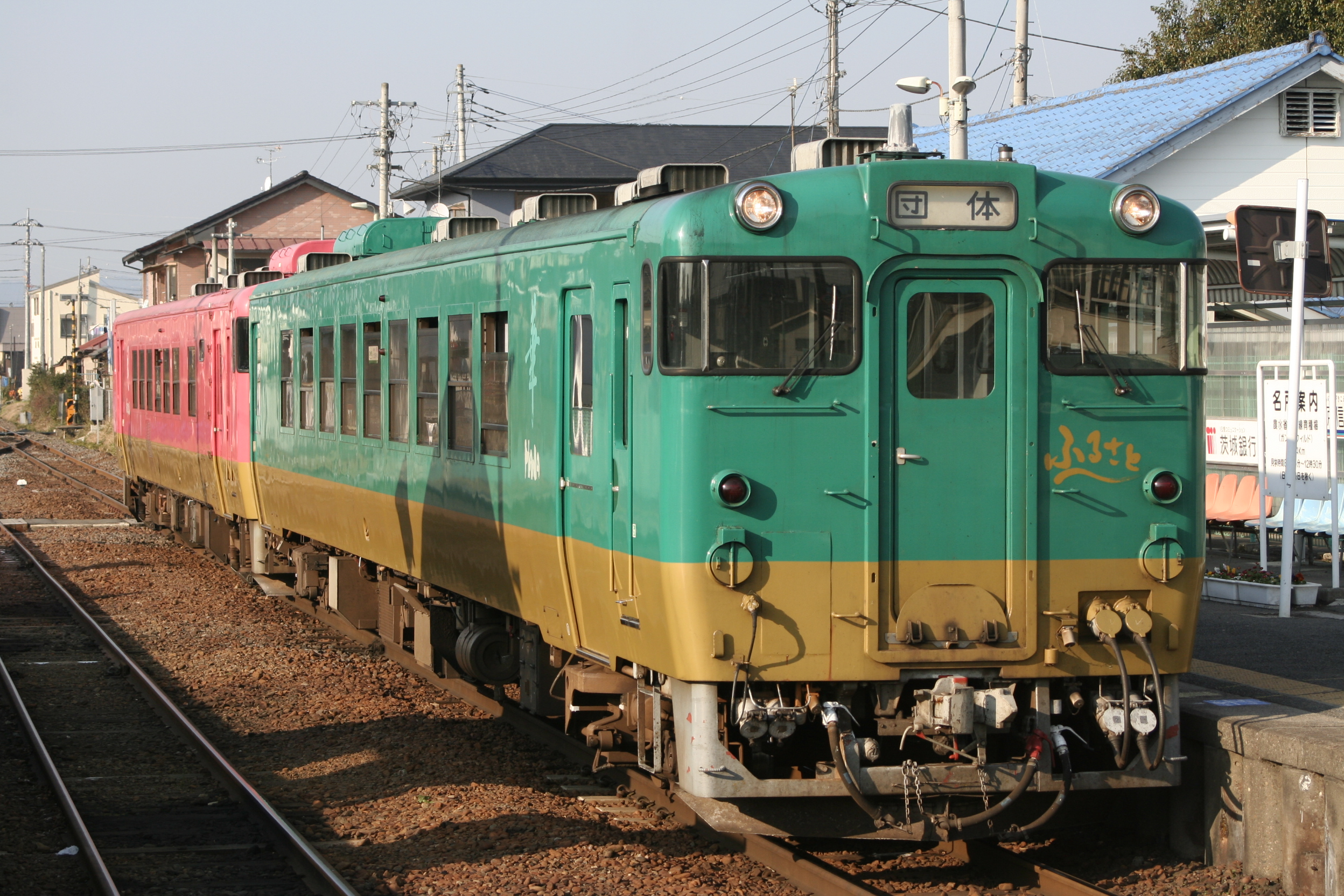
故鄉號，2007年11月。

## JR東海
在1987年4月JNR私有化和拆分之后， JR東海接收59辆KiHa 40型（14辆KiHa 40，5辆KiHa 47和40辆KiHa 48型）。 到2010年4月，JR東海仍有59辆KiHa 40型使用中， 但已於2016年停用。
- KiHa 40-3000
- KiHa 40-3300
- KiHa 40-5000
- KiHa 40-5500
- KiHa 40-5800
- KiHa 40-6000
- KiHa 40-6300
- KiHa 47-5000
- KiHa 47-6000
- KiHa 48-3500
- KiHa 48-3800
- KiHa 48-5000
- KiHa 48-5300
- KiHa 48-5500
- KiHa 48-5800
- KiHa 48-6000
- KiHa 48-6300
- KiHa 48-6500
- KiHa 48-6800

## JR西日本
在1987年4月JNR私有化和拆分之后， JR西日本接收了257辆KiHa 40型（63辆KiHa 40，189辆KiHa 47和5辆KiHa 48）。截至2010年4月1日JR西日本使用255辆KiHa 40型车辆，分类如下。 有些車輛改裝成觀光特別列車使用。
- KiHa 40-3000
- KiHa 41-2000
- KiHa 47-2000
- KiHa 47-2500
- KiHa 48-3000
- KiHa 48-3500

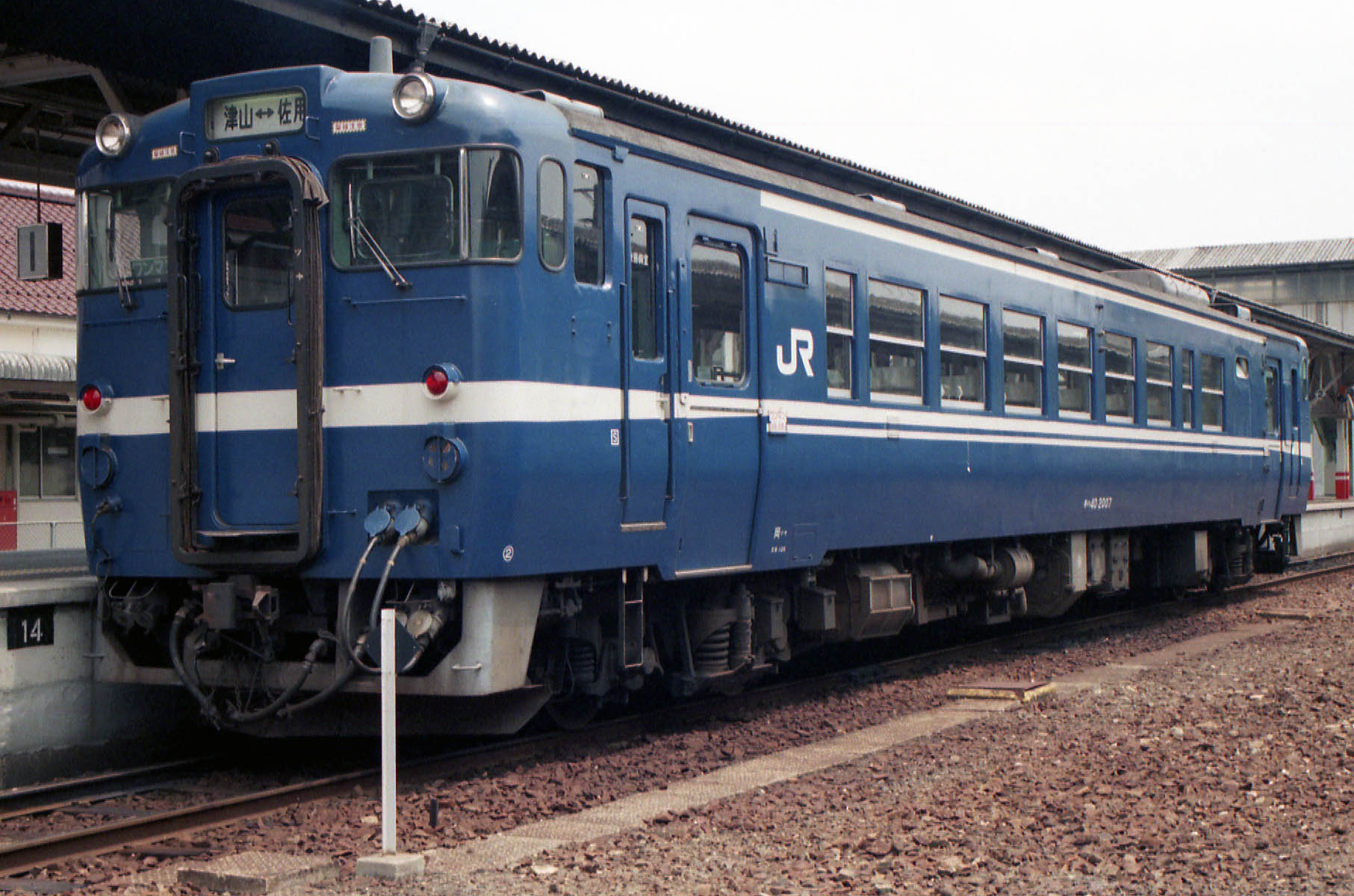
キハ40 2007 津山鉄道部一人車色・舊塗装（1997年）
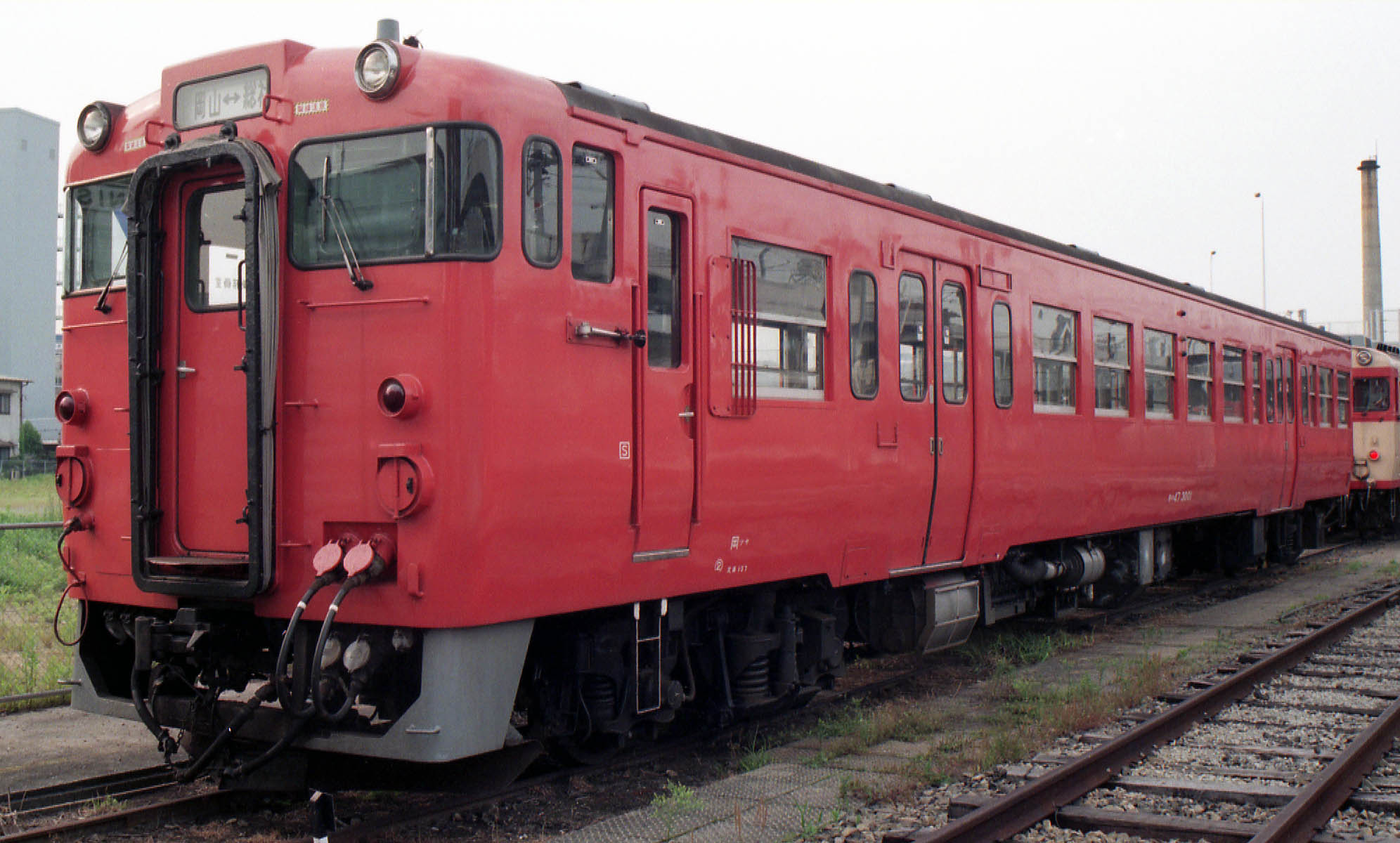
キハ47 3001 朱色（1997年）
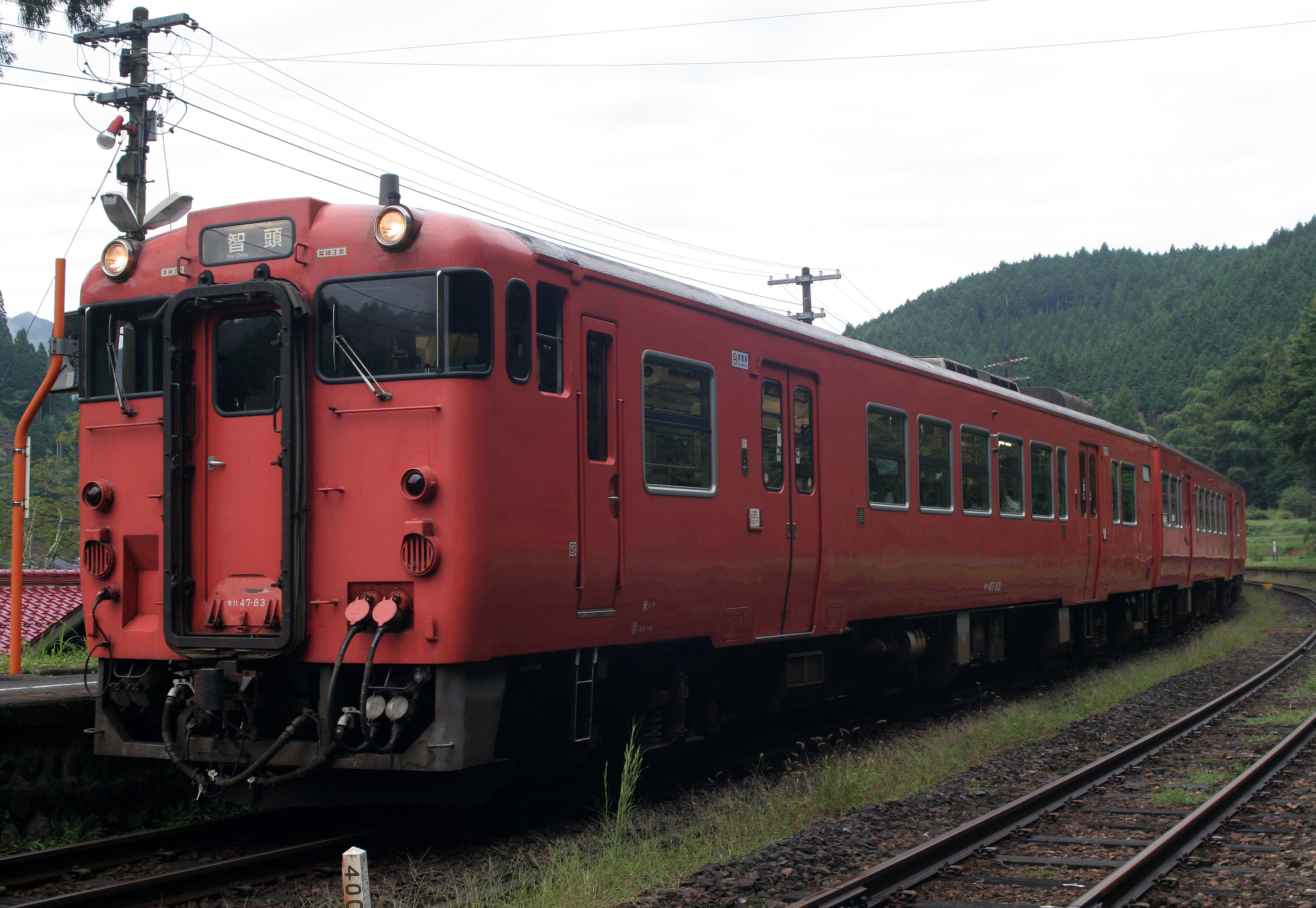
キハ47形朱色（2009年8月26日）
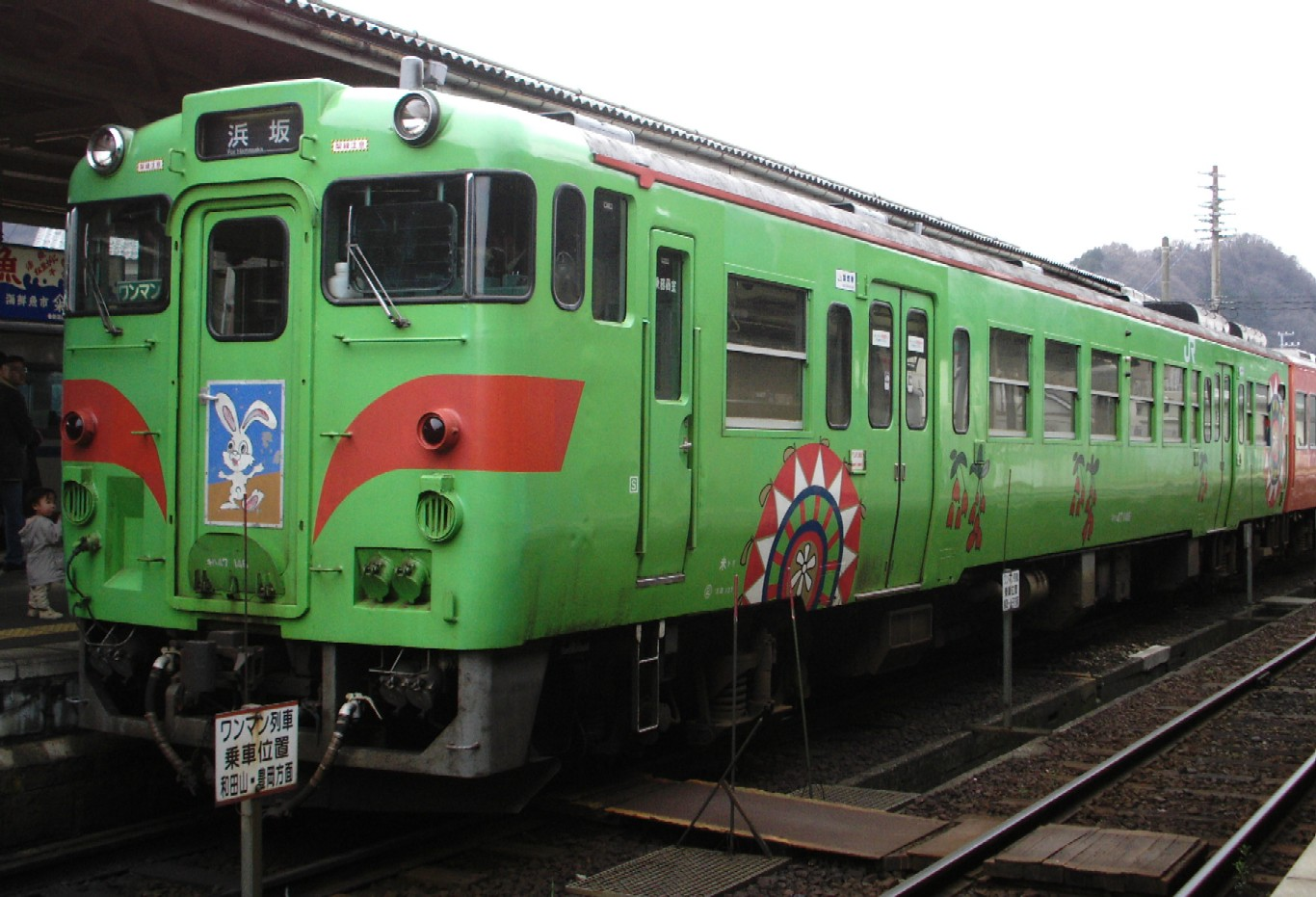
キハ47 146（2007年3月14日）
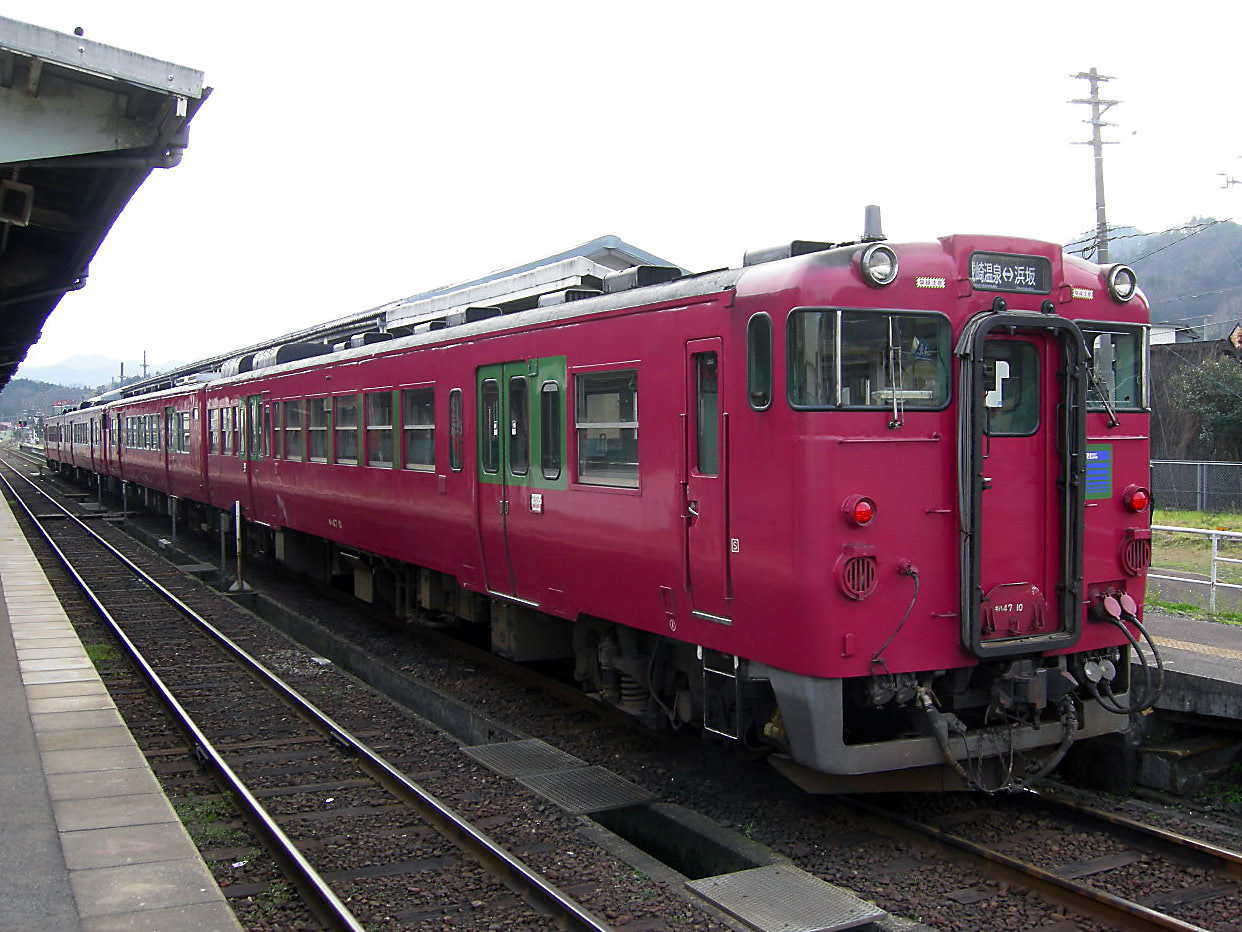
キハ47 10（2007年1月6日 浜坂駅）
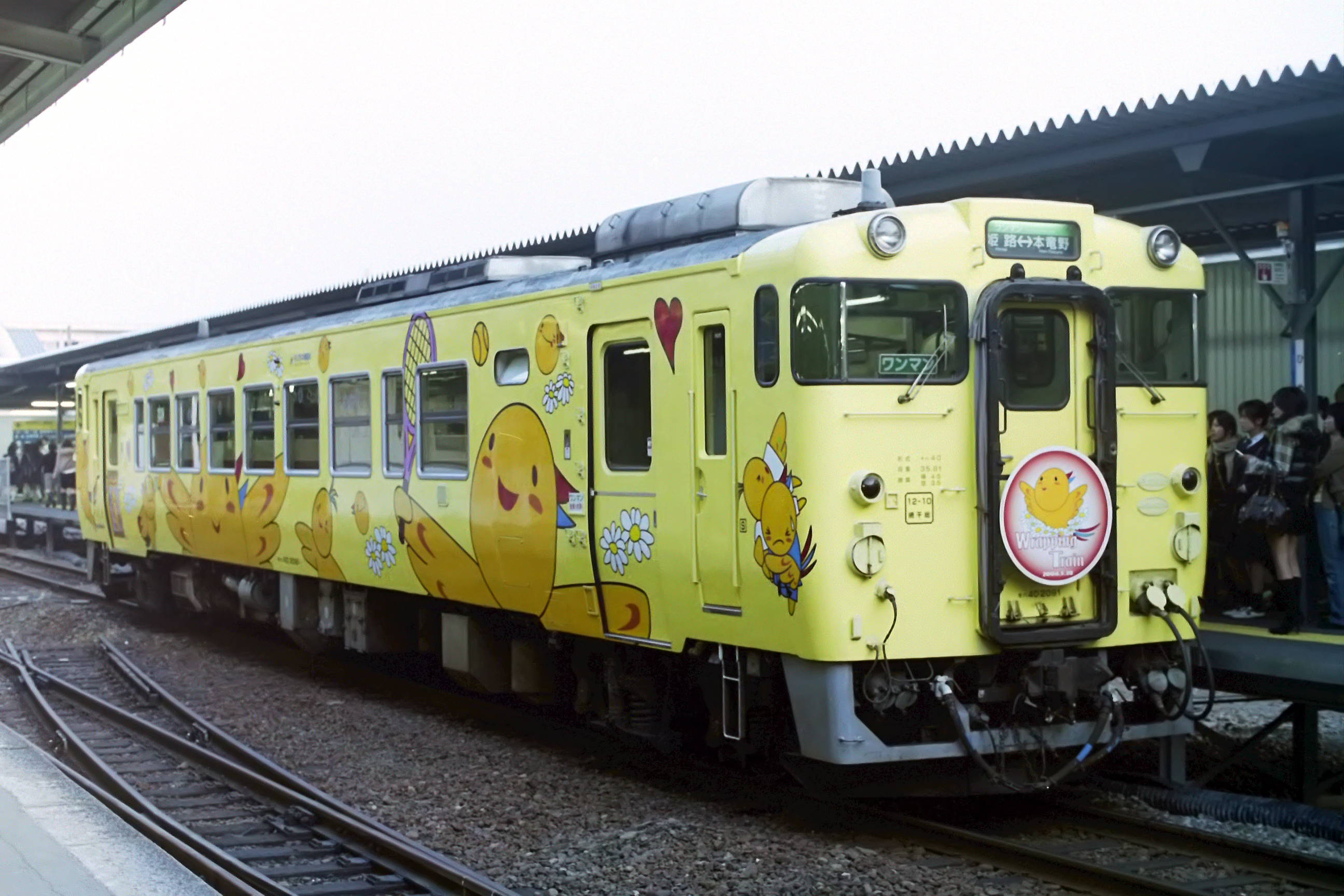
キハ40-2091 「はばタン」列車
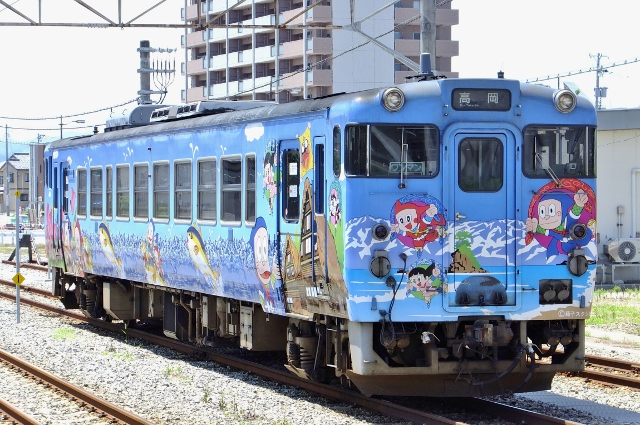
キハ40 2136 忍者小靈精主題車 (A) （2013年6月25日 高岡站）
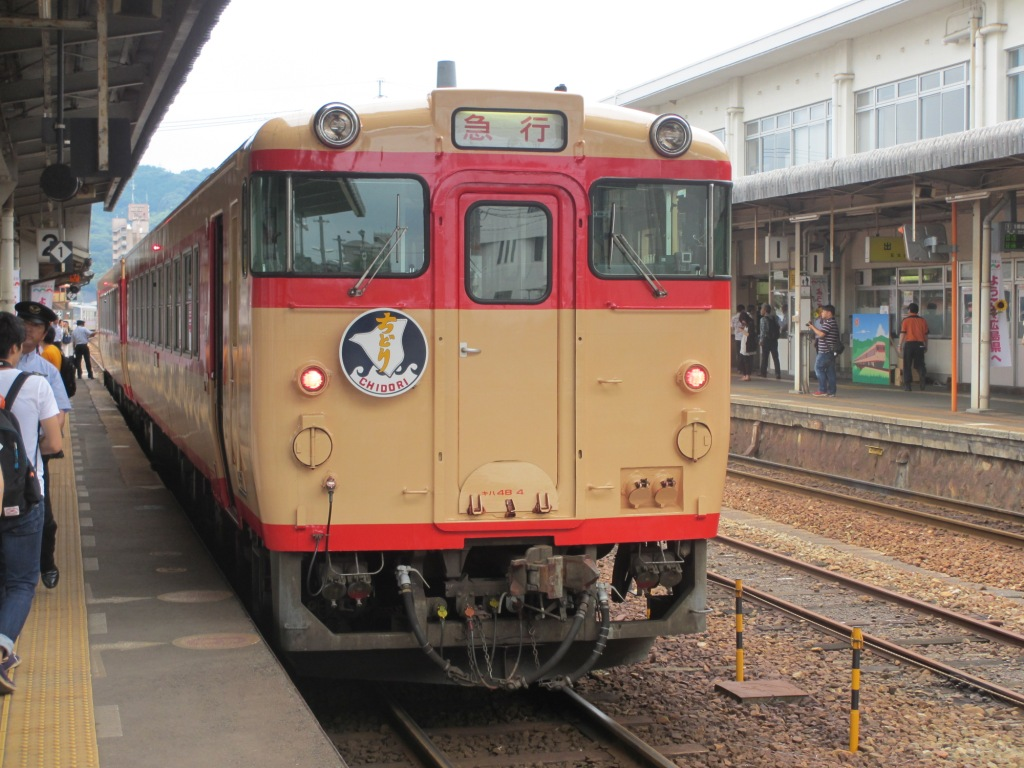
リバイバル急行「ちどり」キハ48 4（2013年9月7日 三次駅）
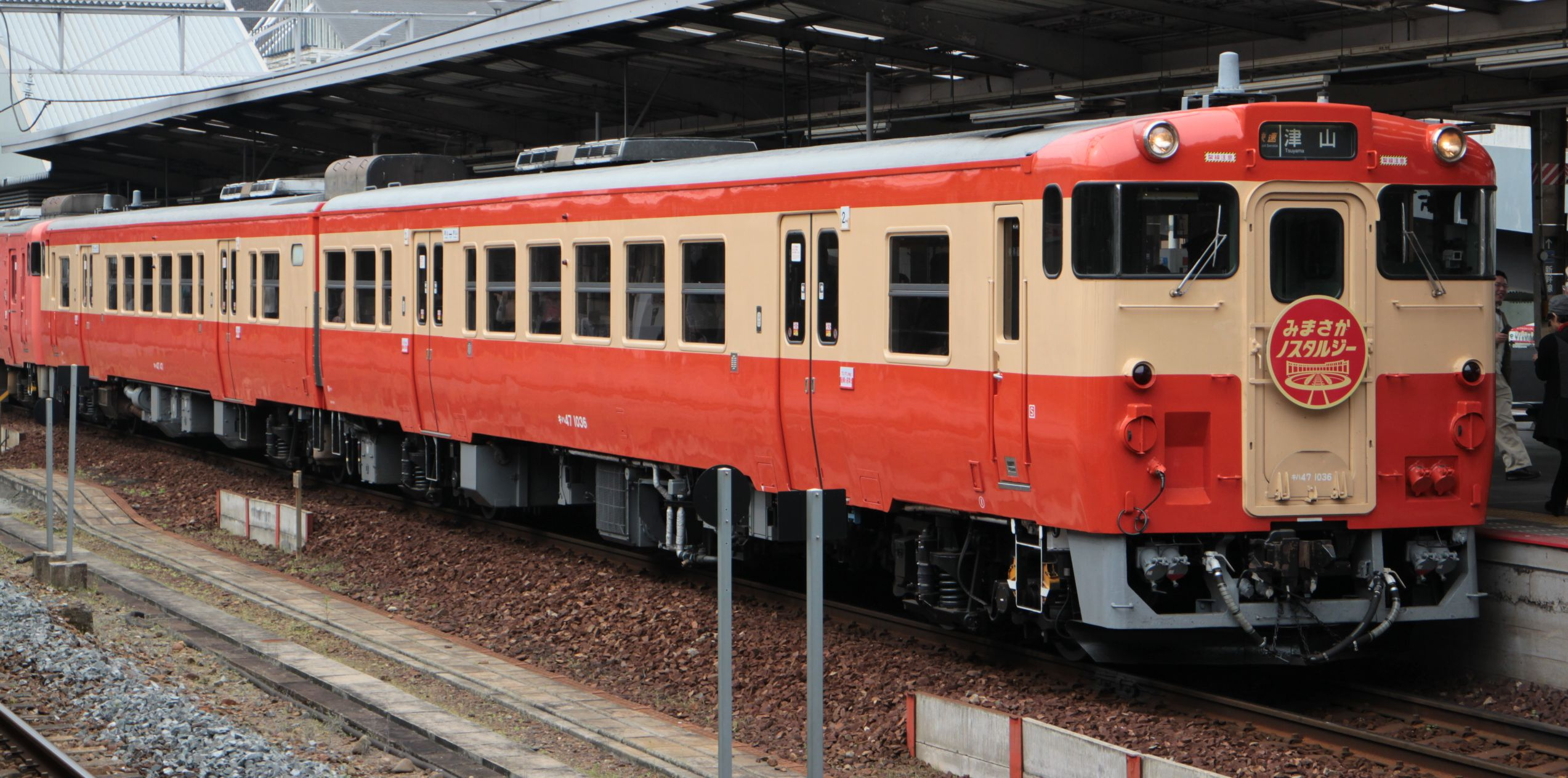
キハ47 1036 みまさかノスタルジー （2016年4月10日）
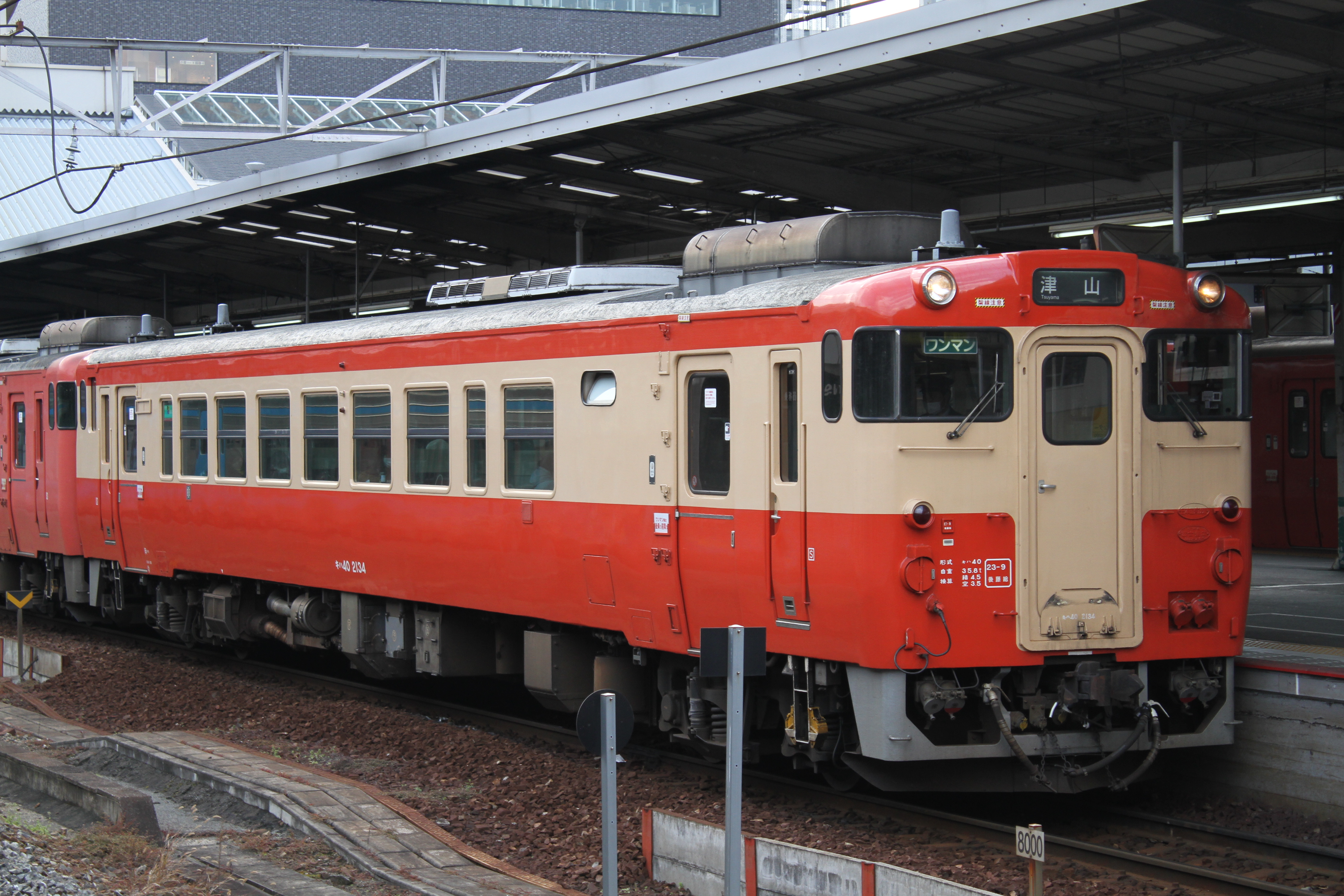
キハ40 2134 みまさかノスタルジー塗装 （2017年1月22日）
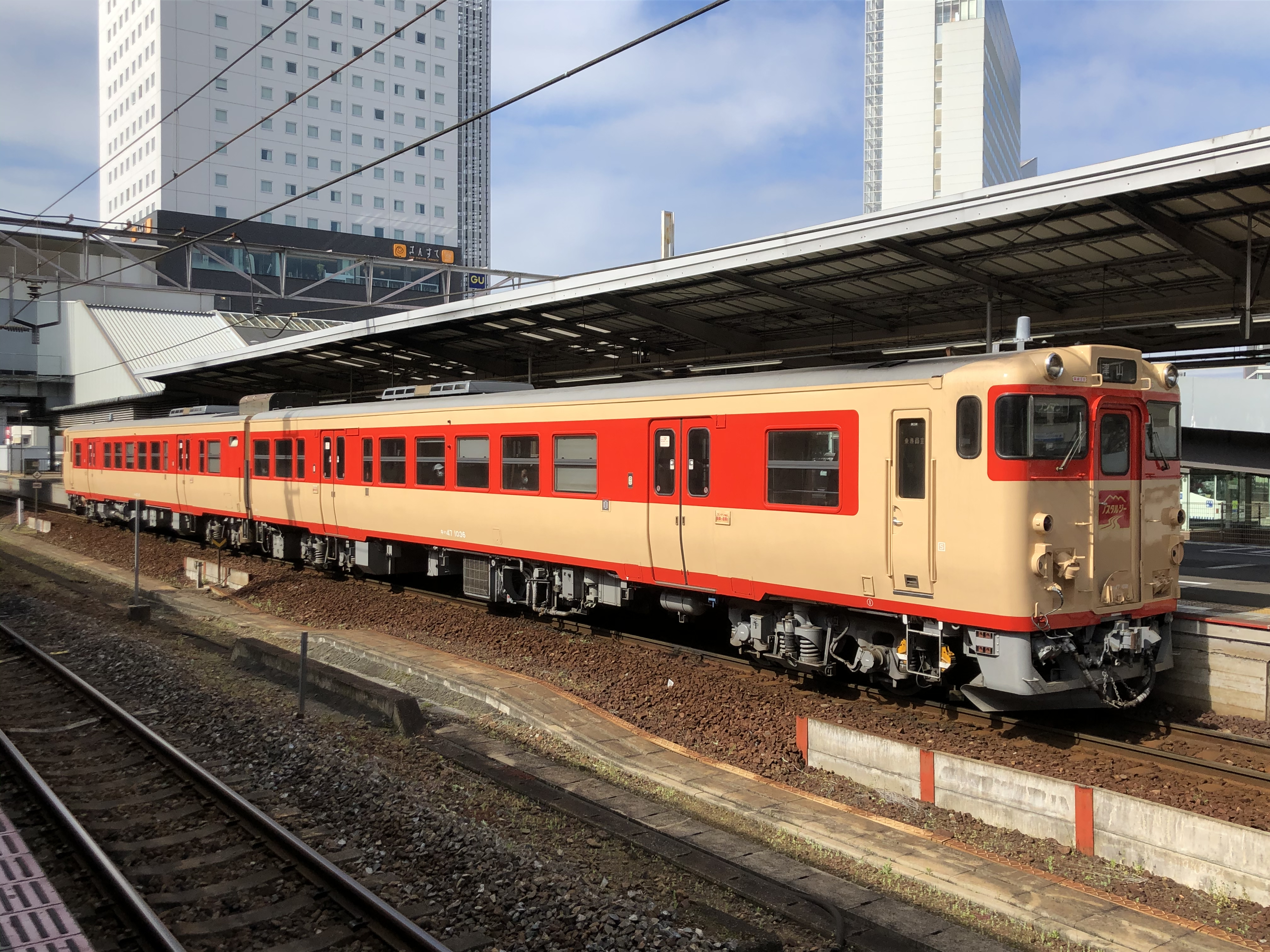
キハ47 1036 みまさかノスタルジー国鉄急行色

### 改造車

#### 改裝冷氣
從 1989 年到 1995 年，所有車輛改裝日本電裝製造的AU34型獨立機關式冷氣機。工程拆除了一部底盤下方的熱交換暖氣，安裝一台AU34，並在車內行李處安裝一台室内熱交換器。

#### 改裝引擎與變速機
1994 年至 2000 年更換了引擎和液體傳動裝置。更換為小松製作所的SA6D125H-1A或SA6D125HE-1型柴油引擎。全車系尚未改裝完成時，考慮到與舊引擎車輛的融合，限制輸出為 265 PS / 2,000 rpm；改裝完成後，逐步將輸出增加至 355 PS。但截至2019 年1 月，屬於岡山氣動車區的 Kiha 40 型 2000番台與部分3000番台，仍僅使用265 PS的功率。
液體變速機改換為小松製作所的KTF3335A-1A型（液聯2段、直聯3段自動切換）或新潟變速器的TACN-22型（液聯1段、直聯2段自動切換），但因轉向架仍是單軸驅動，相對於軸重容易發生空轉。故考慮轉向架強度問題，將輸出由原來的355 PS降低至330 PS。此外，由於Kiha 40型的最高時速僅為95公里，故配備小松KTF3335A-1A型液體變速機的車輛，雖然理論上在105公里時速以上可使用直聯第三段，但實際上只用到液聯2段、直聯2段。

#### 車體改造與再次更新空調
KiHa47型車於1998年至2009年，KiHa40型車於1999年至2007年，全數進行了與舊國鐵車輛（如103型、113型電聯車）類似的結構改進工程（延命40N）。改裝工程在後藤綜合車輛所、網干綜合車輛所（2000年改為鷹取工廠）、下關綜合車輛所、金澤綜合車輛所進行。主要工程包括更換腐蝕的車身、改裝車窗、拆除通風裝置、更新車內牆板、改裝電氣指令式半自動門裝置。另外大約在同一時間，除了 5 輛 Kiha 47 型車以外，所有車輛的冷氣系統均更換為引擎直接驅動的 WAU201型，拆除了底盤下方的 AU34型裝置，並將 WAU201的熱交換器安裝在車頂上。

## JR四国
在1987年4月JNR私有化和拆分之后， JR四国共接收53辆KiHa 40型（11辆KiHa 40和42辆KiHa 47）。 截至2010年4月1日JR四国仍有43辆KiHa 40型車輛，分类如下。 有些車輛改裝成觀光特別列車使用。
- KiHa 40-2000
- KiHa 47-0
- KiHa 47-500
- KiHa 47-1000
- KiHa 47-1500

## JR九州
在1987年4月JNR私有化和拆分之后， JR九州接收了142辆KiHa 40型（36辆KiHa 40和106辆KiHa 47）。 截至2010年4月1日，JR九州仍有140辆KiHa 40型车辆，分类如下。 有些車輛改裝成觀光特別列車使用。
- KiHa 40-7000
- KiHa 40-8000
- KiHa 47-3500
- KiHa 47-4500
- KiHa 47-5000
- KiHa 47-6000
- KiHa 47-8000
- KiHa 47-8500
- KiHa 47-9000
- KiHa 47-9500
- KiHa 140-2000
- KiHa 147-0
- KiHa 147-1000

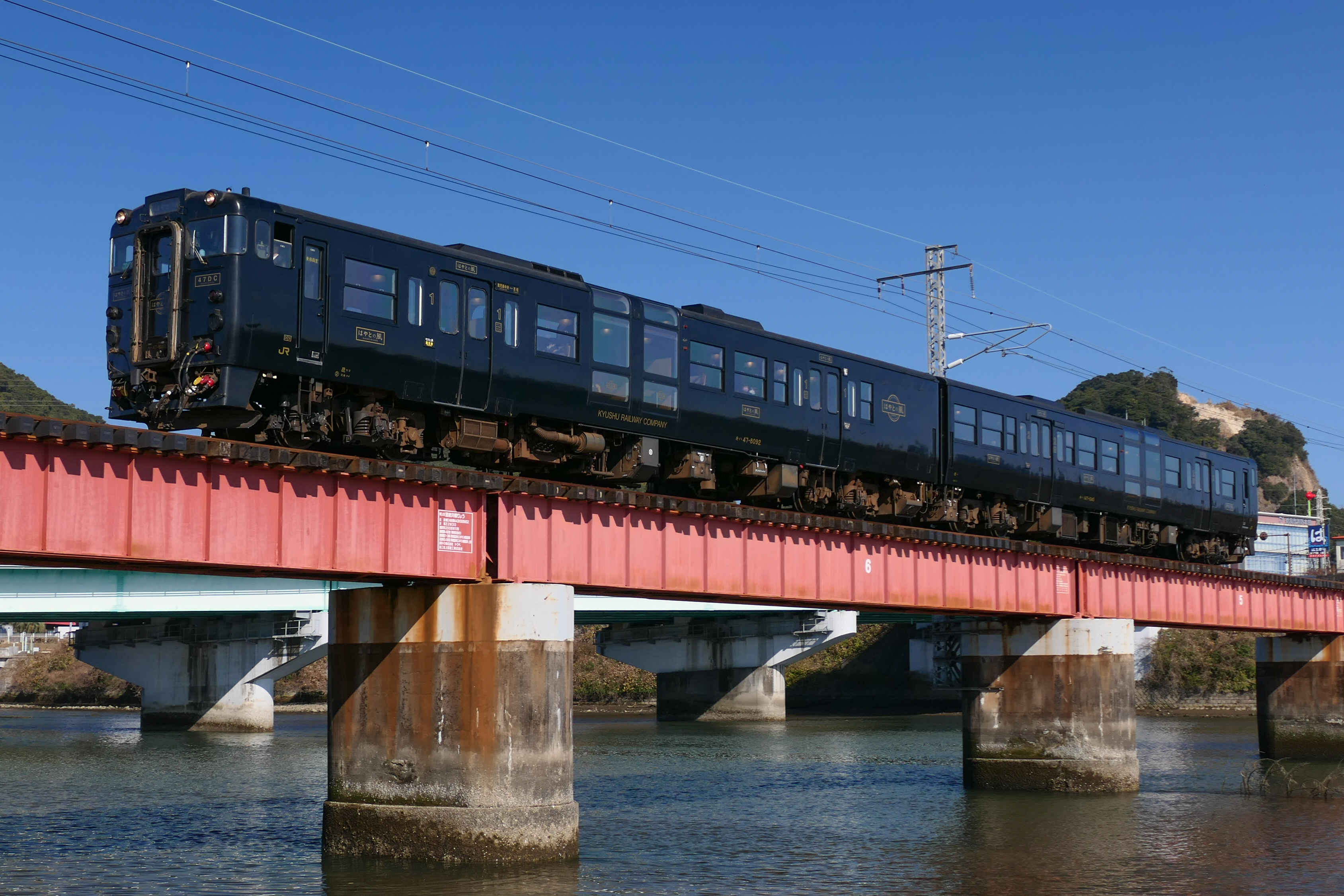
隼人之風，2022年1月。
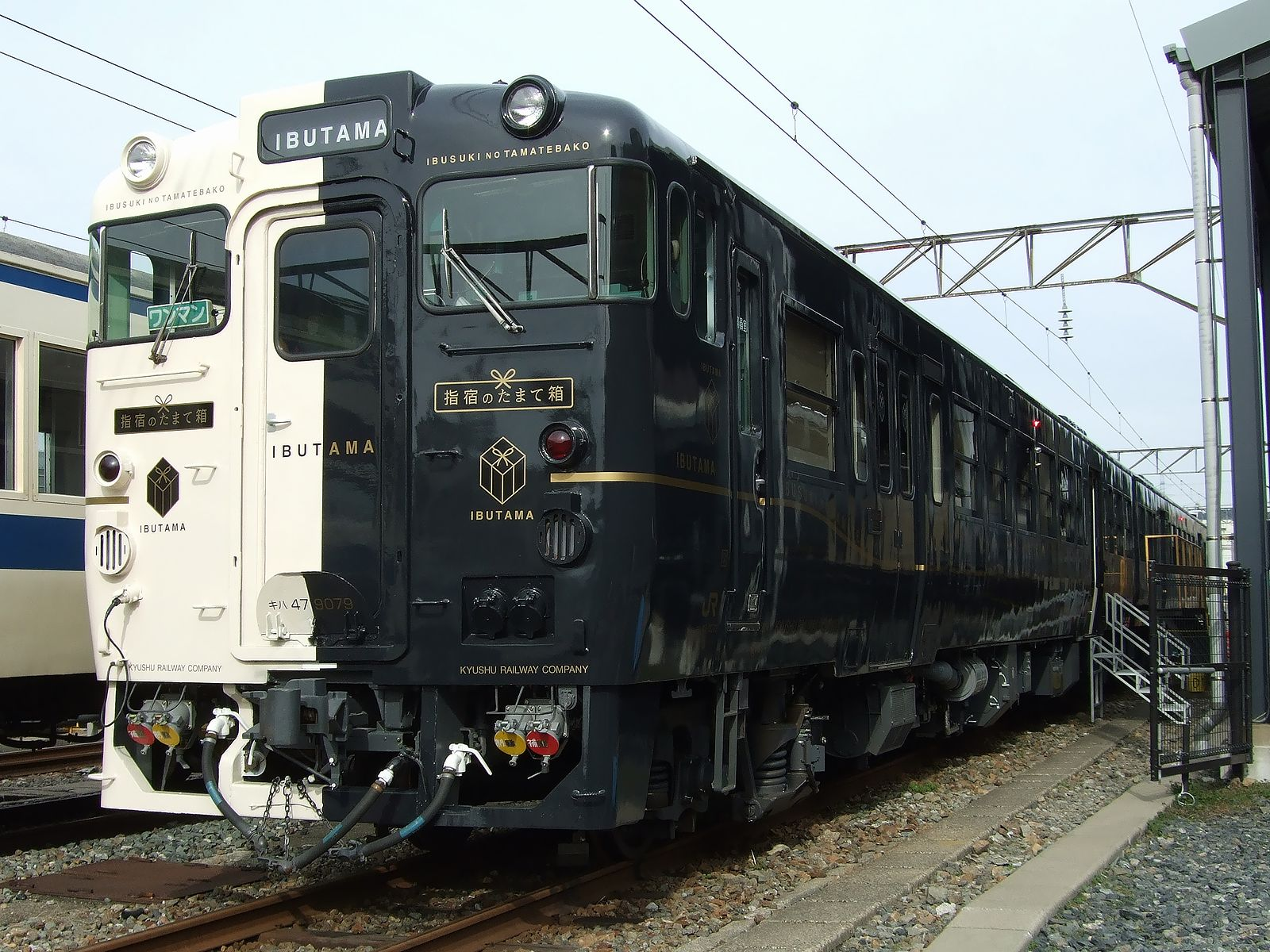
指宿之玉手箱，2011年2月
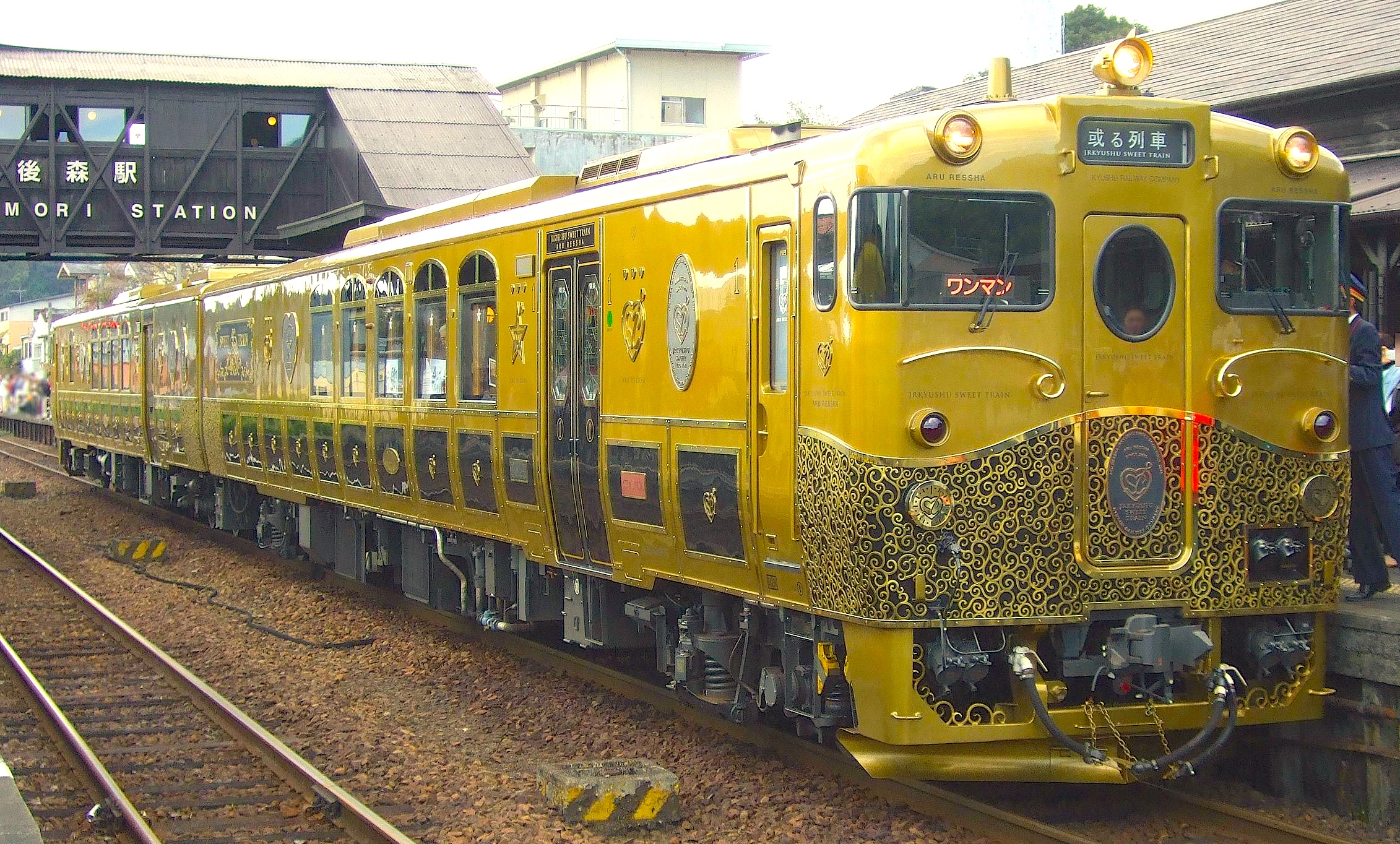
2015年10月的Aru Ressha

## 其他國家

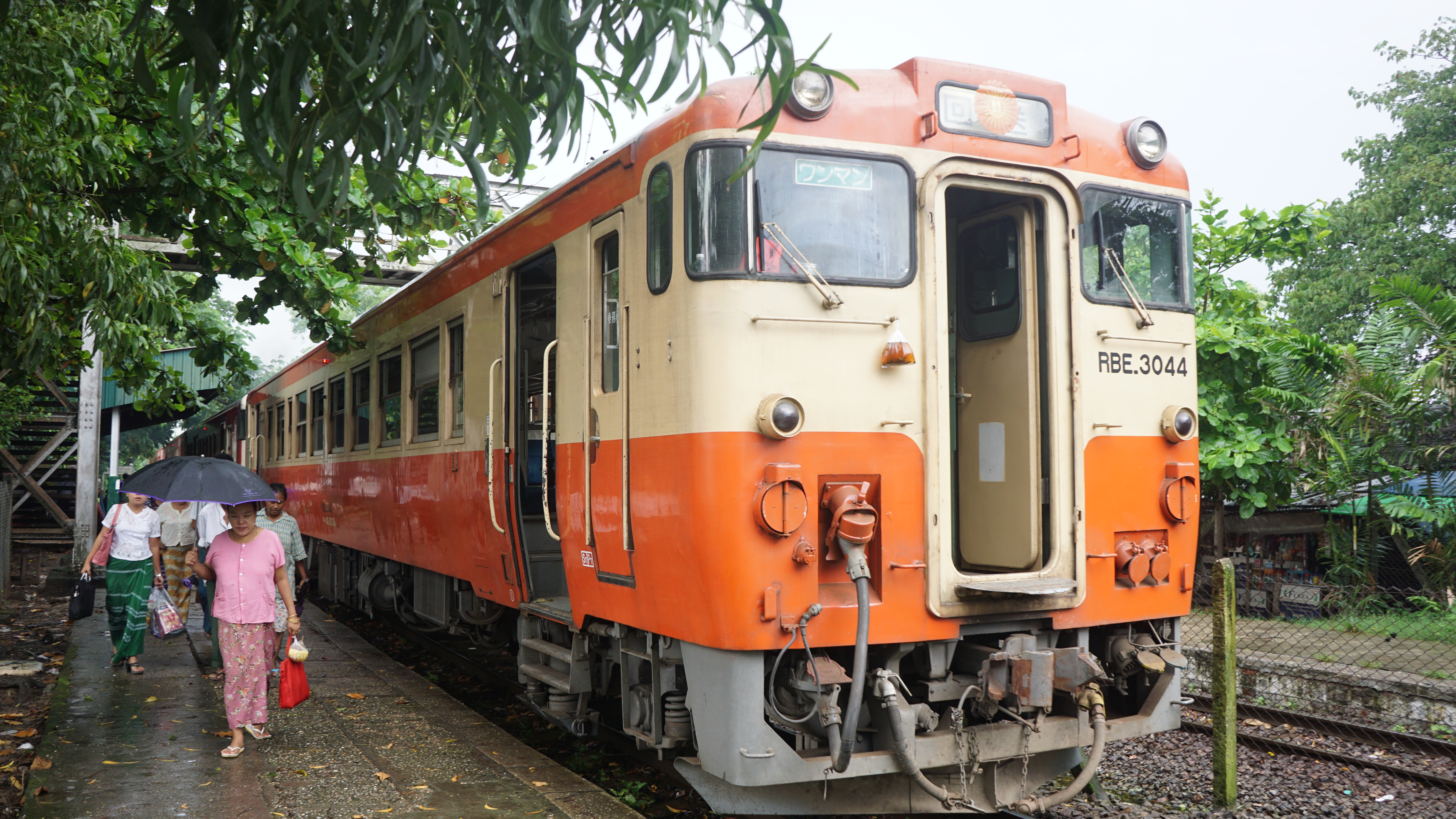
2016年7月，缅甸的原KiHa 40系列火车

从2011年至2016年，来自JR东日本、JR北海道 、JR四国和JR東海的48辆KiHa40型车（包括KiHa 40，KiHa 47和KiHa 48）送往缅甸使用於仰光環形铁路 。